# Pleurozia subinflata
Pleurozia subinflata là một loài rêu tản trong họ Pleuroziaceae. Loài này được (Austin) Austin miêu tả khoa học lần đầu tiên năm.